# Mycetophila storai
Mycetophila storai är en tvåvingeart som beskrevs av Chandler och Ribeiro 1995. Mycetophila storai ingår i släktet Mycetophila och familjen svampmyggor. Inga underarter finns listade i Catalogue of Life.